# Cão de Água Português
Der Cão de Água Português, auch Portugiesischer Wasserhund, ist eine von der FCI anerkannte portugiesische Hunderasse (FCI-Gruppe 8, Sektion 3, Standard Nr. 37).

## Herkunft und Geschichtliches
Bereits um 600 v. Chr. fand ein canis turcus Erwähnung. Als die Römer die iberische Halbinsel besetzten, berichtete man vom canis piscator, einem fischenden Hund. Zur selben Zeit war in Rom unter Kaiser Augustus ein Hund mit dem Namen canis leo bekannt; ein Hund, der wie ein Löwe getrimmt war. Der heutige Rassestandard wurde nach dem Hund Leao, der in den 1930er Jahren lebte, formuliert. Leao stammte von einem portugiesischen Fischer aus Albufeira und war in Besitz von Vasco Bensaude.
Heute haben Wasserhunde ihre Bedeutung beim Fischfang verloren und waren daher in der ersten Hälfte des 20. Jahrhunderts fast verschwunden. Anfang der 1970er Jahre gab es weltweit ca. 50 registrierte Cães de Água Português, 2008 bereits 10.000. Neuerdings erfreuen sich Portugiesische Wasserhunde wieder zunehmender Beliebtheit. Im VDH stieg die Zahl der Welpen von jeweils 0 in den Jahren 2000 bis 2003 auf 159 im Jahr 2017:
| Jahr       | 2014 | 2013 | 2012 | 2011 | 2010 | 2009 | 2008 | 2007 | 2006 | 2005 | 2004 | 2003 | 2002 | 2001 | 2000 |
| Welpenzahl | 96   | 90   | 78   | 90   | 60   | 29   | 29   | 39   | 38   | 24   | 11   | 0    | 0    | 0    | 0    |

## Beschreibung

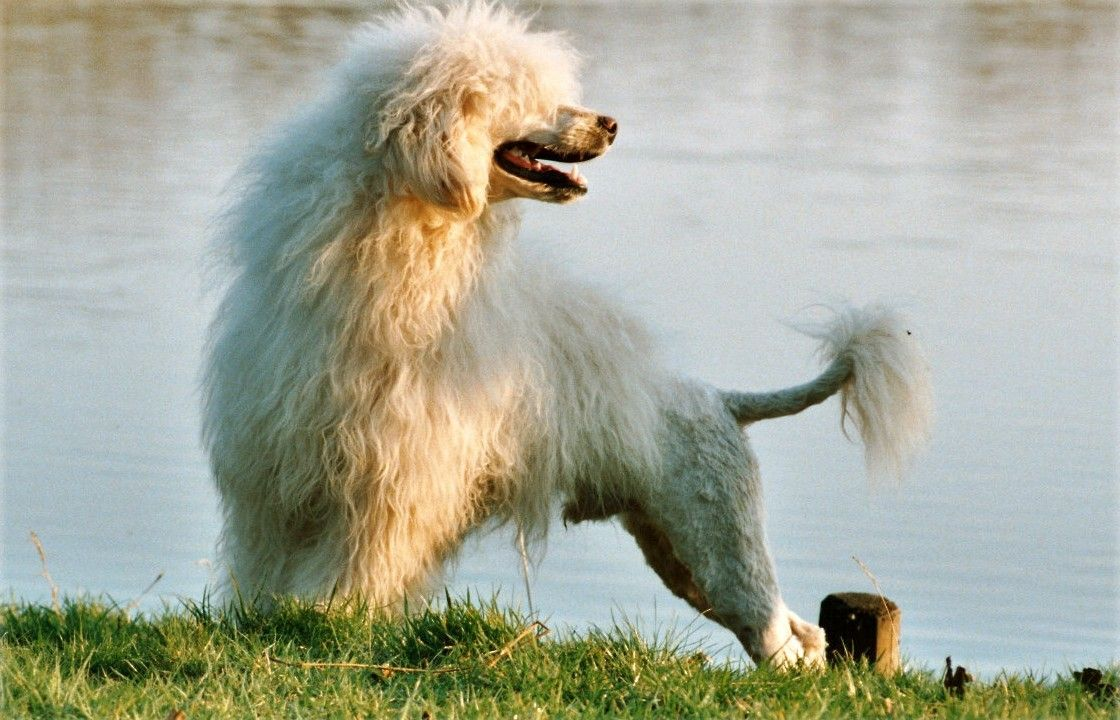
Langhaartyp

Mittelgroßer (bis 57 cm, 25 kg) und massiver Hund. Typisch für den Cão de Água Português ist, dass der ganze Körper reichlich von widerstandsfähigem Haar ohne Unterwolle bedeckt ist. Es existieren zwei Haarvarianten: gewelltes Langhaar und kürzeres gekräuseltes Haar, einfarbig oder mehrfarbig. Die Einfarbigen sind überwiegend schwarz, selten auch braun oder weiß in verschiedenen Farbintensitäten. Die Mehrfarbigen zeigen Mischungen von Schwarz oder Braun mit Weiß, wobei der Weißanteil das Verhältnis 1/3 nicht überschreiten sollte. Die Ohren werden am Kopf anliegend und die Rute sichelartig über den Rücken getragen.
Um Lungen und Herz vor der Kälte des Wassers zu schützen und gleichzeitig eine maximale Beinfreiheit in der Hinterhand zu erhalten, hatte man die Hunde von der Rückenmitte abwärts geschoren. Das ist ein Relikt der Vergangenheit, wird aber auch heute noch so gehalten und als „Löwenschur“ bezeichnet. Auf europäischen Hundeausstellungen und Wettkämpfen ist diese damalige „Arbeitsschur“ heute Pflicht. Der Körperbau ist robust und kräftig, die Bewegung ruhig und kontrolliert. Der Kopf ist kurz, rundlich mit breitem Fang.

## Verwendung
Der Cão de Água Português ist ein Fischerhund, der alle Aufgaben übernahm, die ein Hund für den Fischer leisten konnte: Er bewachte Boot, Gerät und Fang, er roch die Fischschwärme und gab den Fischern Signal zum Auswerfen der Netze, sprang ins Wasser und trieb die Fische ins Netz, er trieb entwischte Fische zurück ins Netz, half beim Einholen der Netze und hielt die Verbindung von Boot zu Boot und zum Festland. Früher wurde er an der gesamten Küste Portugals gebraucht. Mit der Modernisierung der Fischerei verlor er sein Aufgabengebiet. Heute findet man ihn als treuen Haushund in vielen Ländern. Aufgrund seines sanften, freundlichen Wesens und seiner Bindungsbereitschaft an den Menschen wird er als kinderfreundlicher Familienhund geschätzt und von verschiedenen Züchtern weltweit gezüchtet. In den USA wird die Rasse häufig in der tiergestützten Therapie eingesetzt. Auf Grund der Tatsache, dass der Cão de Água Português kaum haart, wird er als eine der Hunderassen angesehen, die für Tierhaarallergiker geeigneter erscheint.

## Wesen
In der Rassebeschreibung der FCI wird er folgendermaßen beschrieben: Heftiges Temperament, eigenwillig, stolz, genügsam und unermüdlich. Sein Blick: durchdringend und aufmerksam. Er ist außergewöhnlich intelligent und versteht alle Befehle seines Herrn und gehorcht ihnen. Er ist wachsam, aber kein Kläffer. Da er sehr lernbegierig ist, ist er vielseitig einsetzbar. So hat er viel Freude an sportlichen Aktivitäten wie z. B. Agility, Obedience oder Breitensport und an der Ausbildung zum Rettungshund. Eine Ausbildung zum Schutzhund ist allerdings nur bedingt möglich. Aufgrund seiner guten Charaktereigenschaften wird er in Portugal und Amerika auch als Therapiehund eingesetzt. Gerade im Umgang mit Kindern erweisen sich die meisten Wasserhunde als außerordentlich rücksichtsvoll mit einer sehr hohen Reizschwelle.

## Genetisch bedingte Erkrankungen
In der Rasse gibt es genetisch bedingte Erkrankungen, deren Auftreten durch Gentests und entsprechende Zuchtmaßnahmen verhindert werden kann. Dazu gehören Progressive Retinaatrophie (PRA), Storage Disease (GM-1) und Juvenile Dilatative Cardiomyopathie (JDCM). Eine Zucht ohne vorherige Gentests birgt eine hohe Gefahr des Auftretens dieser Krankheiten. Die Tests sind vom VDH dennoch nicht vorgeschrieben.
Bei der VDH-Europasieger-Ausstellung im Mai 2009 wurde ein Handzettel der 1. Interessengemeinschaft für den Cão de Água Português verbreitet, in der die Züchter auf die steigende Nachfrage, die Seltenheit der Rasse und ihre genetischen Probleme sowie die Notwendigkeit verantwortungsvoller Zuchtstrategien hinwiesen.

## Popularität
Ein Portugiesischer Wasserhund namens Bo war während der Präsidentschaft von Barack Obama der so genannte „First Dog“ der USA. Obama hatte ihn seinen beiden Töchtern zum Einzug ins Weiße Haus versprochen. Der Hund ist ein Geschenk von Senator Edward Kennedy an die Familie Obama. Im Jahr 2012 kam ein zweiter Hund der gleichen Rasse namens Sunny hinzu. Als Folge der dadurch bedingten Medienpräsenz ist die Nachfrage nach Welpen dieser Rasse stark gestiegen, so dass sie zum Modehund werden könnte.
Bo starb am 8. Mai 2021.